# روبرتو کابرال
روبرتو کابرال (انگلیسی: Roberto Cabral؛ زادهٔ ۱۸ ژوئن ۱۹۵۲) بازیکن فوتبال اهل آرژانتین است.
از باشگاه‌هایی که در آن بازی کرده‌است می‌توان به باشگاه فوتبال کلرمون فوت، باشگاه فوتبال لیل، باشگاه اتلتیکو ایندپندینته، باشگاه فوتبال روساریو سنترال، و باشگاه فوتبال اتلتیکو هوراکان اشاره کرد.